# ATP Taipei 1983
L'ATP Taipei 1983 è stato un torneo di tennis giocato sul sintetico indoor. È stata la 7ª edizione dell'ATP Taipei, che fa parte del Volvo Grand Prix 1983. Il torneo si è giocato a Taipei in Taiwan, dal 7 al 13 novembre 1983.

## Campioni

### Singolare maschile
Nduka Odizor ha battuto in finale  Scott Davis con il punteggio di 6–4, 3–6, 6–4

### Doppio maschile
Wally Masur /  Kim Warwick hanno battuto in finale  Ken Flach /  Robert Seguso con il punteggio di 7–6, 6–4